# Robert Morse (basket-ball)
Pour les articles homonymes, voir Morse.
Robert Morse, né le 4 janvier 1951 à Philadelphie, est un basketteur américain.

## Biographie
Après des études universitaires, il rejoint l'Europe, évoluant avec le club italien de Ignis Varèse. Avec ce dernier club, il participe à sept finales consécutives de la Coupe des Clubs champions, remportant le trophée en 1973 face au CSKA Moscou, puis face au Real Madrid en 1975 et 1976. Durant ces deux dernières finales, il inscrit respectivement 30 puis 28 points. 
Après sa carrière à Varese, il rejoint le championnat de France, évoluant au club d'Antibes durant trois saisons.
Il termine ensuite sa carrière en retrouvant le championnat d'Italie, évoluant au club de Pallacanestro Reggiana.
En 2008, un comité d'expert du basket-européen le désigne parmi les cinquante personnalités les plus marquantes du basket-ball européen. Ces personnalités ont été honorées lors du Final Four de l'Euroligue 2008 à Madrid.

## Club
- 1972-1981 :  Ignis Varèse
- 1981-1984 :  Olympique Antibes
- 1984-1986 :  Pallacanestro Reggiana

## Palmarès

### Club
Compétitions internationales 
- Vainqueur de la Coupe des Clubs champions 1973, 1975, 1976
- Vainqueur de la Coupe des Vainqueurs de Coupe 1980

Compétitions nationales 
- Champion d'Italie 1973, 1974, 1977, 1978
- Vainqueur de la Coupe d'Italie 1973

### Distinction personnelle
- Nommé parmi les cinquante personnalités les plus marquantes de la Coupe des champions en 2008